# Одіссеас Елітіс
Одіссеас Елітіс (грец. Οδυσσέας Ελύτης  2 листопада 1911, Іракліон, Крит — 18 березня 1996) — новогрецький поет, лауреат Нобелівської премії з літератури 1979 року. Один з найяскравіших представників романтичного модернізму.
Поет походив із давнього заможного роду землевласників Алепуделісів, що мешкав на острові Лесбос. Елітіс — це псевдонім поета, що насправді складений із початкових літер слів «Греція» Ελλάδα, «надія» ελπίδα, «свобода» ελευθερία, «Єлена» Ἑλένη, що вважалась уособленням краси.

## Біографія
Батько залишив Лесбос та оселився на Криті, заснував миловарну мануфактуру. Коли Одіссеасу виповнилось 6 років, родина переїхала до Афін, там він закінчив початкову та середню школу. Продовжив освіту в Афінському універвитеті, вивчав право, проте диплом так і не захистив.
У 20 років він зацікавився поезією, особливо сюрреалізмом у літературі. Він знайомиться з Андреасом Ембірикосом та вступає у групу Нова література (Νέα Γράμματα), що випускала однойменний журнал. У ньому за сприяння Йоргоса Сеферіса 1935 р. з'явилась перша публікація поета.
Творчість молодого поета одразу зустріла схвалення читачів. Власне, ранній період вирізнявся оптимізмом на відміну від Сеферіса, Еліота та ін. 1943 року «Цар сонця» приносить Елітісу славу видатного ліричного поета, поета радості та духовного здоров'я, в той час як впродовж 1940—1941 років письменник був на передовій світової війни.
Після звільнення Греції 1944 року Елітіс працює в Інституті національного радіомовлення в Афінах, наступні два роки писав статті та огляди на літературні теми для Інституту національного радіомовлення в Афінах, згодом, впродовж двох років, друкував статті та огляди на літературні теми в газеті «Катимеріні» («Καθημερινή»).
1948 року поет переїздить до Парижа, чотири роки вивчає літературу в Сорбонні. Знайомиться з Пабло Пікассо, Анрі Матіссом, Альберто Джакометті та Джорджо де Кіріко. 1953 року Елітіс повернувся до Греції, де знову працював на радіо.
1979 року письменник отримав Нобелівську премію з літератури «за поетичну творчість, що у руслі грецької традиції, із силою почуттів та інтелектуальною проникливістю малює боротьбу сучасної людини за свободу та незалежність.»
Елітіс — не лише поет, але й художник. Він є лауреатом Національної премії Греції в області поезії, цією премією поет був нагороджений першим (1960). Кавалер ордена Фенікса (1965).

## Вшанування пам'яті
- З нагоди 100-річчя від народження поета 2011 рік в Греції оголошений роком Одіссеаса Елітіса[6][7]. Основний серед кількох фондів, які організовуватимуть заходи-присвяти поету, — Афінський концерт-холл «Мегарон»[8].

## Основні твори
- «Орієнтації», 1936
- «Водяний годинник невідомого», 1937
- «Споради», 1938
- «Орієнтири», 1940
- «Сонце перше», 1943
- «Героїчна і печальна пісня загиблому в Албанії лейтенанту», 1943
- «Достойно єсть», 1959
- «Шість і ще одне переживання про небеса», 1960
- «Дерево світла і чотирнадцята краса», 1971
- «Потоки любові», 1972
- «Монограми», 1972
- «Єдинокровні», 1974
- «Вибор. 1935—1933 роки», 1979